# Discografia de Doja Cat
A discografia de Doja Cat, uma cantora e rapper norte-americana consiste em 3 álbuns de estúdio, 1 extended play (EP), 32 singles (incluindo 14 como artista convidada), 11 vídeos musicais e 3 singles promocionais.
Após vários uploads no SoundCloud quando era adolescente a partir de 2012, Doja Cat lançou seu single de estreia "So High" em 2014, antes de lançar seu EP de estreia, Purrr!, no final daquele ano. Seu primeiro álbum de estúdio, Amala, foi lançado em 30 de março de 2018 antes de seu catálogo existente começar a ganhar atenção após o sucesso viral da canção "Mooo!" em agosto de 2018. Seu segundo álbum de estúdio, Hot Pink, foi lançado em 7 de novembro de 2019 e, finalmente, entrou no top 20 de países como Estados Unidos, Austrália, Canadá, Noruega, Suécia, Holanda e Nova Zelândia, ganhando certificações de ouro nos Estados Unidos e Dinamarca, bem como uma certificação de platina na Nova Zelândia.
Hot Pink gerou o single de sucesso "Say So", que se tornou seu primeiro single no top 10 da Billboard Hot 100. Apoiado por dois remixes com Nicki Minaj, tornou-se o primeiro single número 1 de Doja Cat nos EUA. Recebeu certificado multiplatina em países como Estados Unidos, Austrália, Canadá, Reino Unido e Nova Zelândia. No início de 2021, "Streets" foi lançada como o sétimo single do Hot Pink depois que se tornou um sucesso devido a um desafio do TikTok conhecido como #SilhouetteChallenge, que inclui um trecho da canção de sucesso de Paul Anka , "Put Your Head on My Shoulder", de 1959. Seu terceiro álbum de estúdio, Planet Her, foi lançado em 25 de junho de 2021 e gerou os singles top 10 "Kiss Me More" com SZA, "Need to Know", bem como a colaboração com The Weeknd, "You Right".

## Álbuns

### Álbuns de estúdio
| Álbum                                                                                        | Detalhes                                                                                                   | Melhoras posições nas tabelas musicas | Melhoras posições nas tabelas musicas | Melhoras posições nas tabelas musicas | Melhoras posições nas tabelas musicas | Melhoras posições nas tabelas musicas | Melhoras posições nas tabelas musicas | Melhoras posições nas tabelas musicas | Melhoras posições nas tabelas musicas | Melhoras posições nas tabelas musicas | Melhoras posições nas tabelas musicas | Certificações                                                  |
| Álbum                                                                                        | Detalhes                                                                                                   | EUA                                   | AUS                                   | CAN                                   | DIN                                   | FRA                                   | IRL                                   | HOL                                   | NOR                                   | NZL                                   | UK                                    | Certificações                                                  |
| -------------------------------------------------------------------------------------------- | --- | ------------------------------------- | ------------------------------------- | ------------------------------------- | ------------------------------------- | ------------------------------------- | ------------------------------------- | ------------------------------------- | ------------------------------------- | ------------------------------------- | ------------------------------------- | -------------------------------------------------------------- |
| Amala                                                                                        | - Lançamento: 30 de março de 2018 - Formato: Download digital, streaming - Gravadora: Kemosabe             | 138                                   | —                                     | —                                     | —                                     | —                                     | —                                     | —                                     | —                                     | —                                     | —                                     | - RIAA: Ouro - BPI: Prata                                      |
| Hot Pink                                                                                     | - Lançamento: 7 de novembro de 2019 - Formato: LP, download digital, streaming - Gravadora: Kemosabe, RCA  | 9                                     | 19                                    | 12                                    | 13                                    | 51                                    | 31                                    | 12                                    | 8                                     | 20                                    | 38                                    | - RIAA: 2× Platina - ARIA: Platina - BPI: Ouro - RMNZ: Platina |
| Planet Her                                                                                   | - Lançamento: 25 de junho de 2021 - Formato: CD, download digital, streaming - Gravadora: Kemosabe, RCA    | 2                                     | 2                                     | 2                                     | 3                                     | 13                                    | 3                                     | 3                                     | 2                                     | 1                                     | 3                                     | - RIAA: 2× Platina - BPI: Platina - RMNZ: 3× Platina           |
| Scarlet                                                                                      | - Lançamento: 22 de setembro de 2023 - Formato: CD, download digital, streaming - Gravadora: Kemosabe, RCA | 4                                     | 5                                     | 4                                     | 15                                    | 12                                    | 13                                    | 6                                     | 4                                     | 2                                     | 5                                     |                                                                |
| "—" significa que não entrou na tabela musical deste país ou não foi encontrado informações. | |                                       |                                       |                                       |                                       |                                       |                                       |                                       |                                       |                                       |                                       |                                                                |

## Extended plays (EPs)
| Álbum  | Detalhes                                                                                |
| ------ | --------------------------------------------------------------------------------------- |
| Purrr! | - Lançamento: 5 de agosto de 2014 - Formato: CD, download digital - Gravadora: Kemosabe |

## Singles

### Como artista principal
| Ano                                                                            | Canção                                      | Melhor posição nas tabelas musicas | Melhor posição nas tabelas musicas | Melhor posição nas tabelas musicas | Melhor posição nas tabelas musicas | Melhor posição nas tabelas musicas | Melhor posição nas tabelas musicas | Melhor posição nas tabelas musicas | Melhor posição nas tabelas musicas | Melhor posição nas tabelas musicas | Melhor posição nas tabelas musicas | Certificações                                               | Álbum                    |
| Ano                                                                            | Canção                                      | EUA                                | AUS                                | CAN                                | DIN                                | FRA                                | IRL                                | ITA                                | NOR                                | NZL                                | UK                                 | Certificações                                               | Álbum                    |
| ------------------------------------------------------------------------------ | ------------------------------------------- | ---------------------------------- | ---------------------------------- | ---------------------------------- | ---------------------------------- | ---------------------------------- | ---------------------------------- | ---------------------------------- | ---------------------------------- | ---------------------------------- | ---------------------------------- | ----------------------------------------------------------- | ------------------------ |
| 2014                                                                           | "So High"                                   | —                                  | —                                  | —                                  | —                                  | —                                  | —                                  | —                                  | —                                  | —                                  | —                                  |                                                             | Purrr!                   |
| 2018                                                                           | "Go to Town"                                | —                                  | —                                  | —                                  | —                                  | —                                  | —                                  | —                                  | —                                  | —                                  | —                                  |                                                             | Amala                    |
| 2018                                                                           | "Candy"                                     | 86                                 | 92                                 | 55                                 | —                                  | —                                  | 81                                 | —                                  | —                                  | —                                  | —                                  |                                                             | Amala                    |
| 2018                                                                           | "Mooo!"                                     | —                                  | —                                  | —                                  | —                                  | —                                  | —                                  | —                                  | —                                  | —                                  | —                                  |                                                             | Amala                    |
| 2019                                                                           | "Tia Tamera" (com Rico Nasty)               | —                                  | —                                  | —                                  | —                                  | —                                  | —                                  | —                                  | —                                  | —                                  | —                                  |                                                             | Amala                    |
| 2019                                                                           | "Juicy" (com Tyga)                          | 41                                 | 68                                 | 57                                 | —                                  | —                                  | —                                  | —                                  | —                                  | 31                                 | 80                                 |                                                             | Hot Pink                 |
| 2019                                                                           | "Bottom Bitch"                              | —                                  | —                                  | —                                  | —                                  | —                                  | —                                  | —                                  | —                                  | —                                  | —                                  |                                                             | Hot Pink                 |
| 2019                                                                           | "Rules"                                     | —                                  | —                                  | —                                  | —                                  | —                                  | —                                  | —                                  | —                                  | —                                  | —                                  |                                                             | Hot Pink                 |
| 2019                                                                           | "Cyber Sex"                                 | —                                  | —                                  | —                                  | —                                  | —                                  | 92                                 | —                                  | —                                  | —                                  | —                                  |                                                             | Hot Pink                 |
| 2020                                                                           | "Boss Bitch"                                | 100                                | 18                                 | 10                                 | 1                                  | 1                                  | 8                                  | 26                                 | 27                                 | 7                                  | 28                                 | - RIAA: Ouro - PMB: Platina - BPI: Prata - FIMI: Ouro       | Birds of Prey: The Album |
| 2020                                                                           | "Say So" (solo ou com part. de Nicki Minaj) | 1                                  | 5                                  | 4                                  | 3                                  | 1                                  | 4                                  | 1                                  | 1                                  | 3                                  | 2                                  | - RIAA: Platina - ARIA: Platina - BPI: Ouro - RMNZ: Platina | Hot Pink                 |
| 2020                                                                           | "Like That" (com part. de Gucci Mane)       | 50                                 | 9                                  | 1                                  | 25                                 | 3                                  | 19                                 | 7                                  | —                                  | 100                                | 11                                 | - ARIA: Ouro                                                | Hot Pink                 |
| 2020                                                                           | "Del Mar" (com Ozuna e Sia)                 | —                                  | —                                  | —                                  | —                                  | 30                                 | —                                  | —                                  | —                                  | 51                                 | —                                  |                                                             | ENOC                     |
| 2021                                                                           | "Streets"                                   | 16                                 | 7                                  | 12                                 | 19                                 | 105                                | 9                                  | 81                                 | 10                                 | 27                                 | 12                                 |                                                             | Hot Pink                 |
| 2021                                                                           | "Kiss Me More" (com part. de SZA)           | 3                                  | —                                  | 2                                  | 5                                  | 23                                 | 2                                  | 7                                  | 1                                  | 13                                 | 3                                  |                                                             | Planet Her               |
| 2021                                                                           | "You Right" (com The Weeknd)                | 11                                 | 3                                  | 11                                 | 10                                 | 120                                | 11                                 | 59                                 | 6                                  | 38                                 | 9                                  |                                                             | Planet Her               |
| 2021                                                                           | "Need to Know"                              | 8                                  | —                                  | 9                                  | 16                                 | 73                                 | 8                                  | 53                                 | 5                                  | 30                                 | 11                                 |                                                             | Planet Her               |
| 2021                                                                           | "Woman"                                     | 20                                 | 16                                 | 29                                 | 8                                  | 11                                 | 12                                 | 9                                  | 7                                  | 13                                 | 62                                 |                                                             | Planet Her               |
| "—" denota canções que não entraram nas paradas ou não foram lançados no país. |                                             |                                    |                                    |                                    |                                    |                                    |                                    |                                    |                                    |                                    |                                    |                                                             |                          |

### Como artista convidada
| Ano  | Canção                                                                      | Álbum                         |
| ---- | --------------------------------------------------------------------------- | ----------------------------- |
| 2017 | "Right Side" (L8LOOMER com part. de Doja Cat)                               | Soulm8s                       |
| 2018 | "20 Below" (Sam Spiegel com part. de Anderson .Paak e Doja Cat)             | Não adicionado à nenhum álbum |
| 2019 | "Make That Cake" (LunchMoney Lewis com part. de Doja Cat)                   | ASA                           |
| 2020 | "In Your Eyes (Remix)" (The Weekend com part. de Doja Cat)                  | Não adicionado à nenhum álbum |
| 2020 | "Pussy Talk" (City Girls com part. de Doja Cat)                             | City on Lock                  |
| 2020 | "To Be Young" (Anne-Marie com part. de Doja Cat)                            | Não adicionado à nenhum álbum |
| 2020 | "Shimmy" (Lil Wayne com part. de Doja Cat)                                  | Funeral                       |
| 2020 | "Baby, I'm Jealous" (Bebe Rexha com part. de Doja Cat)                      | Better Mistakes               |
| 2020 | "Do It (Remix)" (Chloe x Halle com part. de Doja Cat, City Girls e Mulatto) | Não adicionado à nenhum álbum |
| 2021 | "Best Friend" (Saweetie com part. de Doja Cat)                              | Pretty Bitch Music            |
| 2021 | "34+35 (Remix)" (Ariana Grande com part. de Doja Cat e Megan Thee Stallion) | Positions (Deluxe)            |
| 2021 | "Dick" (Starboi3 com part. de Doja Cat)                                     | Não adicionado à nenhum álbum |

### Singlespromocionais
| Ano  | Canção         | Álbum                         |
| ---- | -------------- | ----------------------------- |
| 2014 | "No Police"    | Purrr!                        |
| 2018 | "Roll with Us" | Amala                         |
| 2020 | "Freak"        | Não adicionado à nenhum álbum |

## Outras aparições
| Ano  | Canção            | Artista(a)               | Álbum                           |
| ---- | ----------------- | ------------------------ | ------------------------------- |
| 2014 | "Purple Light"    | Elliphant                | One More                        |
| 2015 | "Lord Cooler"     | Hellbaby                 | The Art of Dying                |
| 2015 | "Waffle House"    | Hellbaby                 | The Art of Dying                |
| 2015 | "In My Feelings"  | Skoolie Escobar          | Sincerest Apologies             |
| 2016 | "The Wave"        | Pregnant Boy, Left Brain | 1st Trimester                   |
| 2018 | "Shifty"          | Anderson .Paak           | Unreleased                      |
| 2019 | "Equally Lost"    | Tove Lo                  | Sunshine Kitty                  |
| 2020 | "Perfect (Remix)" | Cousin Stizz, Bia        | Não adicionado à nenhum álbum l |
| 2020 | "BMO (Remix)"     | Ari Lennox               | Shea Butter Baby (Remix EP)     |
| 2020 | "Motive"          | Ariana Grande            | Positions                       |
| 2021 | "Scoop"           | Lil Nas X                | Montero                         |
| 2021 | "Icy Hot"         | Young Thug               | Punk                            |

## Videoclipes
| Ano                    | Título                        | Diretor(es)               | Ref.                   |
| Como artista principal | Como artista principal        | Como artista principal    | Como artista principal |
| ---------------------- | ----------------------------- | ------------------------- | ---------------------- |
| 2014                   | "So High"                     | Jesse Salto Amala Dlamini |                        |
| 2018                   | "Go To Town"                  | Jabari Jacobs             |                        |
| 2018                   | "Mooo!"                       | Amala Dlamini             |                        |
| 2019                   | "Tia Tamera" (com Rico Nasty) | Roxana Baldovin           |                        |
| 2019                   | "Juicy" (com Tyga)            | Jack Begert               |                        |
| 2019                   | "Bottom Bitch"                | Jack Begert               | [ 34 ]                 |
| 2019                   | "Rules"                       | Christian Sutton          | [ 35 ]                 |
| 2019                   | "Cyber Sex"                   | Jack Begert               | [ 36 ]                 |
| 2020                   | "Boss Bitch"                  | Jack Begert               | [ 37 ]                 |
| 2020                   | "Say So"                      | Hannah Lux Davis          | [ 38 ]                 |
| 2020                   | "Like That"                   | —                         |                        |
| Como artista convidada |                               |                           |                        |
| 2014                   | "Shower" (Becky G)            | Tim Nackashi              |                        |